# Raumordnungsregion
Raumordnungsregionen dienen der funktionalen Gliederung des Gebietes der Bundesrepublik Deutschland zum Zweck der Raumordnung. Es existieren 96 Raumordnungsregionen, wobei die Abgrenzung länderscharf ist. Eine Ausnahme von der länderscharfen Abgrenzung bildet die Raumordnungsregion 13 (Bremerhaven), die neben der Stadt Bremerhaven (Freie Hansestadt Bremen) auch die niedersächsischen Landkreise Cuxhaven und Wesermarsch umfasst.
Die Raumordnungsregionen werden aus den deutschen NUTS-3-Regionen (Kreisen, kreisfreien Städten sowie Hamburg und Berlin) gebildet. Raumordnungsregionen sind mit Ausnahme der Stadtstaaten großräumige, funktional abgegrenzte Raumeinheiten für die Raumordnungsberichterstattung des Bundes. Im Prinzip wird ein ökonomisches Zentrum und sein Umland beschrieben, wobei hierfür insbesondere Pendlerverflechtungen herangezogen werden. Die Abgrenzung der Raumordnungsregionen entspricht in der Regel nicht denen der Metropolregionen, welche sich meistens auf die dichter besiedelten Gebiete beschränken. So besteht etwa die Region Bochum/Hagen als eine der vier Regionen mit Ruhrgebietsanteil nicht nur aus dem östlich zentralen und südöstlichen Teil des Ruhrgebiets zwischen Herne und Hagen, sondern auch aus dem sauerländischen Märkischen Kreis.
Die Raumordnungsregionen entsprechen in der Regel den Planungsregionen der Länder. Ausnahmen: In Niedersachsen wird die Regionalplanung durch die Kreise und kreisfreien Städte wahrgenommen, in Nordrhein-Westfalen und Hessen von den Regierungsbezirken. Die Regionalplanung in Schleswig-Holstein wird für die Planungsregionen vom Land ausgeübt, wobei diese dort Planungsräume genannt werden. Dabei sind seit 2014 die unten als Nr. 2, 4 und 5 bezeichneten Raumordnungsregionen zu einem Planungsraum zusammengefasst. Im Saarland gibt es keine Regionalplanung.
Andere Beispiele funktionaler Abgrenzungen stellen deutsche Arbeitsmarktregionen oder europäische Funktional Urban Areas (ESPON – European Spatial Planning Observation Network) dar.
| Übersicht der Raumordnungsregionen in Deutschland nach Bundesländern: | | |
| Schleswig-Holstein - 1 Schleswig-Holstein Nord - 2 Schleswig-Holstein Süd-West - 3 Schleswig-Holstein Mitte - 4 Schleswig-Holstein Ost - 5 Schleswig-Holstein Süd Hamburg - 6 Hamburg Mecklenburg-Vorpommern - 7 Westmecklenburg - 8 Mittleres Mecklenburg/Rostock - 9 Vorpommern - 10 Mecklenburgische Seenplatte Bremen und Niedersachsen - 11 Bremen - 12 Ost-Friesland - 13 Bremerhaven - 14 Hamburg Umland Süd - 15 Bremen Umland - 16 Oldenburg - 17 Emsland - 18 Osnabrück - 19 Hannover - 20 Südheide - 21 Lüneburg - 22 Braunschweig - 23 Hildesheim - 24 Göttingen Brandenburg - 25 Prignitz-Oberhavel - 26 Uckermark-Barnim - 27 Oderland-Spree - 28 Lausitz-Spreewald - 29 Havelland-Fläming Berlin - 30 Berlin | Sachsen-Anhalt - 31 Altmark - 32 Magdeburg - 33 Anhalt-Bitterfeld-Wittenberg - 34 Halle/S. Nordrhein-Westfalen - 35 Münster - 36 Bielefeld - 37 Paderborn - 38 Arnsberg - 39 Dortmund - 40 Emscher-Lippe - 41 Duisburg/Essen - 42 Düsseldorf - 43 Bochum/Hagen - 44 Köln - 45 Aachen - 46 Bonn - 47 Siegen Hessen - 48 Nordhessen - 49 Mittelhessen - 50 Osthessen - 51 Rhein-Main - 52 Starkenburg Thüringen - 53 Nordthüringen - 54 Mittelthüringen - 55 Südthüringen - 56 Ostthüringen Sachsen - 57 Westsachsen - 58 Oberes Elbtal/Osterzgebirge - 59 Oberlausitz-Niederschlesien - 60 Chemnitz-Erzgebirge - 61 Südwestsachsen (Zum 1. August 2008 wurden die Verbände Südwestsachsen und Chemnitz-Erzgebirge aufgelöst und der Verband Südsachsen neu gebildet.) | Rheinland-Pfalz - 62 Mittelrhein-Westerwald - 63 Trier - 64 Rheinhessen-Nahe - 65 Westpfalz - 66 Rheinpfalz Saarland - 67 Saar Baden-Württemberg - 68 Unterer Neckar - 69 Heilbronn-Franken - 70 Karlsruhe - 71 Nordschwarzwald - 72 Stuttgart - 73 Ostwürttemberg - 74 Donau-Iller (BW) - 75 Neckar-Alb - 76 Schwarzwald-Baar-Heuberg - 77 Südlicher Oberrhein - 78 Hochrhein-Bodensee - 79 Bodensee-Oberschwaben Bayern - 80 Bayerischer Untermain - 81 Würzburg - 82 Main-Rhön - 83 Oberfranken West - 84 Oberfranken Ost - 85 Oberpfalz Nord - 86 Nürnberg (vormals Industrieregion Mittelfranken) - 87 Westmittelfranken - 88 Augsburg - 89 Ingolstadt - 90 Regensburg - 91 Donau-Wald - 92 Landshut - 93 München - 94 Donau-Iller (BY) - 95 Allgäu - 96 Oberland - 97 Südostoberbayern |